# Silvano Maria Tomasi
Silvano Maria Tomasi, C.S. (Casoni di Mussolente, 12 d'octubre de 1940) és un cardenal i arquebisbe catòlic italià.

## Biografia
Silvano Maria Tomasi va néixer el 12 d'octubre de 1940 a Casoni, un llogaret de Mussolente, a la província de Vicenza i la diòcesi de Treviso.

### Formació i ministeri sacerdotal
Va completar els seus estudis a Itàlia , després va assistir a cursos de teologia a Nova York; Va obtenir una llicenciatura en ciències socials i un doctorat en sociologia per la Universitat de Fordham.
A l'edat de vint-i-quatre anys, va rebre l'ordenació sacerdotal el 31 de maig de 1965, a la Congregació dels Missioners de Sant Carles, per la imposició de mans de monsenyor Joseph Maria Pernicone, bisbe titular d'Adrianople d'Onoriade i auxiliar de Nova York.
El 27 de juny de 1989 va ser nomenat secretari del Consell Pontifici per a la Pastoral dels Migrants i Itinerants, ocupant aquest càrrec fins al seu ascens a l'episcopat.

### Servei diplomàtic i episcopat
El 27 de juny de 1996, el papa Joan Pau II el va nomenar, a l'edat de cinquanta-cinc anys, nunci apostòlic a Etiòpia i Eritrea així com delegat apostòlic a Djibouti , succeint en tots els càrrecs a monsenyor Patrick Coveney, que havia estat traslladat al cap de les nunciatures de l'oceà Pacífic; Paral·lelament se li va assignar la seu titular de Cercina amb la dignitat d'arquebisbe titular, a títol personal. Va rebre la consagració episcopal el 17 d'agost següent, a l'església de San Rocco a Mussolente, per la imposició de les mans d'Angelo Sodano, cardenal secretari d'estat de Sa Santedat , assistit pels co-consagradors Giovanni Cheli, arquebisbe titular de Santa Giusta i president del Consell Pontifici de la pastoral dels migrants i itinerants, així de Paolo Magnani, bisbe de Treviso.
El 24 d'abril de 1999 va ser traslladat a la seu titular d'Asolo, sempre amb la dignitat d'arquebisbe a títol personal. El 23 de desembre de 2000 , quan la delegació apostòlica va ser elevada a nunciatura, va ser nomenat primer nunci apostòlic a Djibouti.
El 10 de juny de 2003 el papa Wojtyła el va nomenar observador permanent de la Santa Seu a l'Oficina de les Nacions Unides i agències especialitzades a Ginebra i a l'Organització Mundial del Comerç; va succeir a l'arquebisbe Diarmuid Martin, que havia estat nomenat arquebisbe coadjutor de Dublín el 3 de maig.
L' any 2011 també va ser nomenat primer representant de la Santa Seu davant l'Organització Internacional per a les Migracions; durant el mateix any va expressar la seva preocupació pels atacs contra aquells que no donen suport a l'activitat sexual entre persones del mateix sexe.
El 13 de febrer de 2016 va ser succeït en les seves funcions per monsenyor Ivan Jurkovič , arquebisbe titular de Corbàvia i fins aleshores nunci apostòlic a la Federació Russa i Uzbekistan; des del 9 d'abril següent va ocupar el càrrec de secretari delegat del Consell Pontifici per a la Justícia i la Pau, fins a la seva supressió i incorporació al Dicasteri al Servei del Desenvolupament Humà Integral.

### Cardenalat
El 25 d'octubre de 2020 , durant l'Àngelus, el papa Francesc va anunciar la seva creació com a cardenal en el consistori del 28 de novembre següent. Havent complert els vuitanta anys dues setmanes abans de l'anunci, no té dret a entrar al conclave ni a ser membre dels dicasteris de la Cúria Romana, d'acord amb l'art. II § 1-2 del motu proprio Ingravescentem Aetatem.
L'1 de novembre el mateix Papa el va nomenar delegat especial a l'Orde Sobirà i Militar de Malta; va succeir al cardenal Giovanni Angelo Becciu i va romandre en el càrrec fins al 3 de maig de 2023.
El 23 de gener de 2021 va prendre possessió del diaconat de San Nicola in Carcere.

## Honors
Senador de Gran Creu S.A.I. de l'orde Constantinià de Sant Jordi (Casa de Borbó-Parma) – 28 de setembre de 2013
 Balí Cavaller de Gran Creu d'Honor i Devoció del Sobirà Orde Militar de Malta - 2 de febrer de 2021